# Гельмут Вайдлінг
Гельмут Отто Людвіг Вайдлінг (нім. Helmuth Otto Ludwig Weidling; нар. 2 листопада 1891, Гальберштадт, Саксонія — пом. 17 листопада 1955, Владимир) — німецький воєначальник часів Третього Рейху, генерал артилерії (1944) Вермахту. Один з 160 кавалерів Лицарського хреста Залізного хреста з дубовим листям та мечами (1944).

## Біографія
Народився в сім'ї доктора медицини.
Учасник Першої світової війни в якості аеронавта-спостерігача. У грудні 1914 року перейшов до службу в ескадрилью дирижаблів. Служив в підрозділах аеростатів, був командиром цепеліна. У травні 1917 року отримав посаду ад'ютанта начальника військового повітроплавання, пізніше — командувача повітряним флотом.
У 1919 році, після скасування німецьких повітряних сил, перейшов на службу в артилерійські війська, був командиром артилерійської батареї, потім дивізіону.
Під час Польської кампанії командував артилерійським полком, під час Французької кампанії був начальником артилерії 9-го армійського корпусу, потім 4-го армійського корпусу. Учасник Балканської кампанії. На Східному фронті до кінця грудня 1941 року був начальником артилерії 40-го танкового корпусу. З кінця грудня 1941 року до жовтня 1943 року — командир 86-ї піхотної дивізії. З 20 жовтня 1943 року — командир 41-го танкового корпусу, командував ним до розгрому корпусу.
З 10 квітня 1945 року — командир 56-го танкового корпусу. 23 квітня Гітлер на підставі помилкового доносу віддав наказ про його розстріл. Дізнавшись про це, Вайдлінг прибув у ставку і домігся аудієнції з Гітлером, після якої наказ про розстріл генерала був скасований, а сам він був призначений командувачем обороною Берліна замість тільки призначеного Еріха Беренфенгера. Після цього, за словами очевидців, Вайдлінг виголосив свою знамениту фразу: «Я б волів, щоб мене розстріляли». Намагався організувати оборону міста, ведучи бої за кожен будинок.
Після самогубства Гітлера Вайдлінг віддає наказ підлеглим йому військам: «30 квітня 1945 року Фюрер наклав на себе руки, залишивши напризволяще всіх, хто присягав йому на вірність. Згідно з останнім наказом фюрера, ви, німецькі солдати, повинні бути готові продовжувати бої навколо Берліна, незважаючи на те, що ваші боєприпаси на межі, і в поточній ситуації подальший опір безглуздий. Я наказую негайно припинити будь-який опір. Кожна година битви продовжує жахливі страждання цивільного населення Берліна і наших поранених. За взаємною згодою з вищим командуванням радянських військ я закликаю вас негайно припинити бойові дії. Вайдлінг, колишній командувач берлінським оборонним районом.»
О 7 годині ранку 2 травня 1945 року він підписав капітуляцію німецьких військ і здався разом із залишками гарнізону в полон.
Вайдлінг містився в Бутирській і Лефортовській в'язницях в Москві, а потім у Володимирській тюрмі. 27 лютого 1952 року військовим трибуналом військ МВС Московського округу засуджений до 25 років ув'язнення за звинуваченням у військових злочинах, в тому числі в тому, що в березні 1944 року він віддав наказ військам 41-го корпусу, якими він командував, насильно, під страхом розстрілу, зігнати в табір під Озаричами всіх хворих на висипний тиф і приїжджих з інших областей радянських громадян, більшість з яких загинули, деякі були розстріляні.
Гельмут Вайдлінг помер 17 листопада 1955 року від серцевої недостатності у Владимирському централі. Похований в безіменній могилі на тюремному кладовищі.
Головною військовою прокуратурою РФ 16 квітня 1996 року визнаний таким, який не підлягає реабілітації.

## Нагороди
Військова кар'єра
- 1911 — фанен-юнкер
- 10 серпня 1912 — лейтенант
- 1915 — обер-лейтенант
- 1 червня 1922 — гауптман
- 10 червня 1932 — майор
- 1 вересня 1935 — оберст-лейтенант
- 1 березня 1938 — оберст
- 1 лютого 1942 — генерал-майор
- 1 січня 1943 — генерал-лейтенант
- 1 січня 1944 — генерал артилерії

### Перша світова війна
- Залізний хрест
  - 2-го класу (9 жовтня 1914)
  - 1-го класу (3 березня 1916)
- Королівський орден дому Гогенцоллернів, лицарський хрест з мечами
- Ганзейський Хрест (Любек)
- Хрест «За військові заслуги» (Австро-Угорщина) 3-го класу з мечами

### Міжвоєнний період
- Пам'ятний знак для екіпажів дирижаблів
- Почесний хрест ветерана війни з мечами (5 жовтня 1934)
- Медаль «За вислугу років у Вермахті» 4-го, 3-го, 2-го і 1-го класу (25 років)
- Медаль «У пам'ять 1 жовтня 1938»

### Друга світова війна
- Застібка до Залізного хреста
  - 2-го класу (18 вересня 1939)
  - 1-го класу (12 жовтня 1939)
- Орден «За військові заслуги» (Болгарія) 2-го класу з мечами
- Німецький хрест в золоті (23 червня 1942)
- Медаль «За зимову кампанію на Сході 1941/42» (18 серпня 1942)
- Лицарський хрест Залізного хреста з дубовим листям і мечами
  - Лицарський хрест (15 січня 1943)
  - Дубове листя (№408; 22 лютого 1944)
  - Мечі (№115; 28 листопада 1944)
- Відзначений у Вермахтберіхт (9 лютого 1944)

## Відео
- General der Artillerie Helmuth Weidling [Архівовано 21 січня 2014 у Wayback Machine.]